# District de Bourg de l'Égalité
Le district de Bourg de l'Égalité est une ancienne division administrative française du département de Paris de 1790 à 1795.
Créé initialement sous le nom de district de Bourg-la-Reine, il devient district de Bourg de l’Égalité le 5 septembre 1792.
Il était composé des cantons de Bourg de l'Égalité, Charenton, Châtillon, Choisy sur Seine, Issy l'Union, Montreuil, Vanves, Villejuif et Vincennes.